# Június 25.
Június 25. az év 176. (szökőévben 177.) napja a Gergely-naptár szerint. Az évből még 189 nap van hátra.
Névnapok: Vilmos + Bocsárd, Ivola, Letta, Maxim, Maximilla, Viliam, Vilma, Viola, Violenta, Violett, Violetta, Viorika

## Események
- 1530 – Az Ágostai hitvallás felolvasása V. Károly német-római császár előtt
- 1741 – Pozsonyban a Szent Koronával Mária Terézia magyar királlyá (sic!) koronázása
- 1876 – A Little Bighorn-i csata
- 1940 – A jugoszláv–szovjet diplomáciai kapcsolatok felvétele
- 1948 – A nyugati hatalmak első repülőgépes segélyszállítmánya Németországba (Berlini légihíd)
- 1950 – A koreai háború kezdete: Észak-Korea támadása Dél-Korea ellen
- 1991 – Szlovénia és Horvátország kilépése a jugoszláv államszövetségből és függetlenségük kikiáltása
- 2007 – Ötvenen meghaltak – köztük az al-Káidával szembekerült, az amerikai és iraki haderőkhöz pártolt hat szunnita törzsi vezető – abban a pokolgépes merényletben, melyet egy öngyilkos merénylő hajtott végre egy bagdadi hotelben.
- 2010 – Felszentelik a felújított lengyel parcellát az Új köztemetőben, Kőbányán.
- 2016 – Tisztújítás a Magyar Szocialista Pártban, Molnár Gyula  pártelnökké választása[1]

## Sportesemények
Formula–1
- 2006 –  kanadai nagydíj, Montreal – Győztes: Fernando Alonso  (Renault)
- 2017 –  azeri nagydíj, Baku City Circuit – Győztes: Daniel Ricciardo  (Red Bull-TAG Heuer)

## Egyéb események
- 1962 – Budapesten megdőlt a hajnali hőmérsékleti rekord, mert 23,7 °C-ot mértek.
- 2016 – Megdőlt a korábbi hajnali hőmérsékleti rekord. Budapesten 25,3 °C volt.[2]
- 2016 – Megdőlt a korábbi napi hőmérsékleti maximum, Budapesten 36,6 °C volt.[3]

## Születések
- 1768 – Lazare Hoche francia hadvezér († 1797)
- 1829 – Rényi György katonatiszt († 1891)
- 1841 – Goll János tanár, az ÚTE első elnöke és egyik alapítója († 1907)
- 1852 – Antoni Gaudí katalán építész († 1926)
- 1864 – Walther Hermann Nernst német fizikokémikus († 1941)
- 1884 – Gyóni Géza magyar költő († 1917)
- 1885 – Zöllner István lakatossegéd, birkózó († 1909)
- 1886 – Kuffner Raoul magyar üzletember, Tamara de Łempicka emigráns lengyel festő férje († 1961)
- 1887 – Karinthy Frigyes magyar író, költő, újságíró († 1938)
- 1889 – Ács Ágoston festő- és ötvösművész († 1947)
- 1894
  - Hermann Oberth erdélyi szász fizikus, az űrkutatás egyik úttörője († 1989)
  - Fejérváry Géza Gyula magyar zoológus, paleontológus († 1932)
- 1900 – Lord Louis Mountbatten brit főrend, államférfi, az Admiralitás első lordja, India utolsó alkirálya († 1979 bombamerényletben)
- 1903 – George Orwell (eredeti neve Eric Arthur Blair), angol író, újságíró († 1950)
- 1905 – Keresztessy Mária magyar színésznő († 1977)
- 1906 – Somogyi Ferenc jogász, jogtörténész, országgyűlési képviselő († 1995)
- 1921 – Mojzes Mária magyar színésznő († 1987)
- 1924 – Várhelyi Endre magyar operaénekes, basszus († 1979)
- 1926 – Ingeborg Bachmann (írói neve Ruth Keller), osztrák írónő († 1973)
- 1927 – Róka Antal atléta, távgyalogló († 1970)
- 1928 – Alekszej Alekszejevics Abrikoszov fizikai Nobel-díjas orosz elméleti fizikus, egyetemi tanár, a Magyar Tudományos Akadémia tiszteleti tagja († 2017)
- 1929 – Gyarmati István romániai magyar színész († 1995)
- 1930 – Antal László nyelvész, tanszékvezető egyetemi tanár († 1993)
- 1932 – Tim Parnell brit autóversenyző († 2017)
- 1936 – Fenákel Judit (Bárdos Pálné) magyar író, újságíró († 2022)
- 1944 – Ronyecz Mária Jászai Mari-díjas magyar színésznő († 1989)
- 1949 – Havas Henrik Táncsics Mihály-díjas magyar újságíró, műsorvezető, címzetes egyetemi docens
- 1949 – Patrick Tambay francia autóversenyző († 2022)
- 1952 – Erdő Péter bíboros, prímás, az Esztergom-Budapesti főegyházmegye érseke, teológus, egyházjogász
- 1956 – Németh György Amadé magyar történész, a Debreceni Egyetem Bölcsészettudományi Kar Ókortörténeti Tanszékének vezetője, az Eötvös Loránd Tudományegyetem Bölcsészettudományi Kar Ókortörténeti Tanszékének professzora
- 1963 – George Michael angol énekes-dalszerző († 2016)
- 1964 – Johnny Herbert brit autóversenyző
- 1975 – Linda Cardellini amerikai színésznő
- 1981 – Simon Ammann négyszeres olimpiai bajnok svájci síugró
- 1982 – Mihail Juzsnij orosz teniszező
- 1999 – Collin Gillespie amerikai kosárlabdázó

## Halálozások
- 1483 – V. Eduárd angol király, IV. Eduárd fia (* 1470)
- 1622 – Révay Péter főispán (* 1568)
- 1673 – Charles de Batz de Castelmore d’Artagnan francia nemesember és katona, a királyi muskétások tisztje, majd a királyi gárda kapitánya (* 1611-1615 között)
- 1767 – Georg Philipp Telemann német zeneszerző (* 1681)
- 1822 – E. T. A. Hoffmann a német romantika egyik kiemelkedő írója, továbbá komponista, zenekritikus, karmester, jogász, grafikus és karikaturista (* 1776)
- 1861 – I. Abdul-Medzsid, az Oszmán Birodalom 32. szultánja (* 1823)
- 1888 – Blasy Ede hegymászó, vadász, szakíró (* 1820)
- 1892 – Berde Áron jogász, közgazdász, egyetemi tanár, a Kolozsvári Tudományegyetem első rektora, az első magyar meteorológiai és klimatológiai szakkönyv szerzője, a Magyar Tudományos Akadémia tagja (* 1819)
- 1915 – Békássy Ferenc magyar író, költő (* 1893)
- 1917 – Gyóni Géza magyar költő (* 1884)
- 1944 – Berinkey Dénes ügyvéd, jogtudós, polgári radikális politikus (* 1871)
- 1950 – József Jolán, József Attila költő nővére (* 1899)
- 1972 – Jocelyne (Jocelyne Esther Journo) tunéziai származású francia énekesnő (* 1951)
- 1974 – Lánczos Kornél magyar matematikus (* 1893)
- 1977 – Szervánszky Endre zeneszerző (* 1911)
- 1984 – Michel Foucault francia történész, filozófus (* 1926)
- 1988 – Hillel Slovak izraeli-amerikai gitáros, a Red Hot Chili Peppers tagja (* 1962)
- 1990 – Szathmáry György, költő, műfordító. (* 1928)
- 1992 – Wrabel Sándor magyar festőművész, grafikus, „az 1956-os forradalom festője” (* 1926)
- 1997 – Jacques-Yves Cousteau francia tengerkutató, a Francia Akadémia tagja (* 1910)
- 1999 – Szász Béla magyar újságíró, lapszerkesztő (* 1910)
- 2007 – Claude Brosset, francia színész (* 1943)
- 2009 – Michael Jackson amerikai énekes (* 1958)
- 2009 - Bánhegyi B. Miksa OSB, pannonhalmi bencés szerzetes, a pannonhalmi Főapátsági könyvtár igazgatója (* 1928)
- 2009 – Farrah Fawcett amerikai színésznő (* 1947)
- 2013 – Marsall László Kossuth-díjas magyar költő (* 1933)
- 2015 – XIX. Nerszész Péter örmény katolikus pátriárka (* 1940)

## Nemzeti ünnepek, évfordulók, események
- A barlangok napja.
- Szlovénia – A Nemzet Napja: Elszakadás Jugoszláviától, az ország  függetlenségének kikiáltása (1991)
- Horvátország: Függetlenség napja - Elszakadás Jugoszláviától. (1991)
- Mozambik – a függetlenség napja, az ország  függetlenségének kikiáltása (1975) portugál gyarmati sorból
- Montaui Szent Dorottya emléknapja a római katolikus egyházban